# Haut-Ittre
Haut-Ittre (nld. Hoog-Itter, wa. Hôte-Ite, Waute Ite) – dzielnica (section) gminy Ittre w Belgii, w Regionie Walońskim, w prowincji Brabancja Walońska, w okręgu Nivelles. 1 stycznia 2020 roku liczyła 903 mieszkańców. Do 31 grudnia 1976 samodzielna gmina.

## Demografia
Liczba mieszkańców, stan na 1 stycznia:
| Rok                | 1930 | 1961 | 2020 |
| ------------------ | ---- | ---- | ---- |
| Liczba mieszkańców | 538  | 480  | 903  |